# Данилов (станция)
Дани́лов — узловая железнодорожная станция стыкования рода тока Ярославского региона Северной железной дороги. Находится в городе Данилов Ярославской области. Входит в Ярославский центр организации работы станций ДЦС-1 Северной дирекции управления движением. По характеру работы является участковой, по объёму работы отнесена к 2 классу.
На станции происходит смена локомотивов и локомотивных бригад у всех транзитных поездов.
При станции Данилов расположено обслуживающее локомотивное депо (ТЧЭ-1) и моторвагонное депо ТЧ-4, имеющее в приписке и электропоезда постоянного тока (ЭД2Т, ЭД4М), обслуживающие Ярославский регион Северной железной дороги, и электропоезда переменного тока (ЭД9Т, ЭД9М), обслуживающие Вологодский регион Северной железной дороги.

## История
В январе 1872 года открылось пассажирское движение от Данилова до Ярославля, а в июне — от Данилова до Вологды.
В 1918 году в строй вступил участок железной дороги Данилов — Буй.
В 1930 году был построен новый железнодорожный вокзал в стиле конструктивизма.
В середине 1990-х открыто моторвагонное депо для электричек, которое построено на территории завода в нескольких километрах от станции.

Схема расположения депо в Данилове

## Движение поездов

### Дальнее следование
По состоянию на декабрь 2018 года через станцию курсируют следующие поезда дальнего следования:
| № поезда                         | Маршрут движения                 | № поезда                         | Маршрут движения                 |
| Круглогодичное обращение поездов | Круглогодичное обращение поездов | Круглогодичное обращение поездов | Круглогодичное обращение поездов |
| -------------------------------- | -------------------------------- | -------------------------------- | -------------------------------- |
| 15                               | Архангельск — Москва             | 16                               | Москва — Архангельск             |
| 21 "Полярная стрела"             | Лабытнанги — Москва              | 22 "Полярная стрела"             | Москва — Лабытнанги              |
| 33 "Сыктывкар"                   | Сыктывкар — Москва               | 34 "Сыктывкар"                   | Москва — Сыктывкар               |
| 41 "Воркута"                     | Воркута — Москва                 | 42 "Воркута"                     | Москва — Воркута                 |
| 67                               | Абакан — Москва                  | 68                               | Москва — Абакан                  |
| 69                               | Чита — Москва                    | 70                               | Москва — Чита                    |
| 79                               | Архангельск — Адлер              | 80                               | Адлер — Архангельск              |
| 107                              | Вологда — Москва                 | 108                              | Москва — Вологда                 |
| 115 "Поморье"                    | Северодвинск — Москва            | 116 "Поморье"                    | Москва — Северодвинск            |
| 117 "Поморье"                    | Архангельск — Москва             | 118 "Поморье"                    | Москва — Архангельск             |
| 125 "Шексна"                     | Череповец — Москва               | 126 "Шексна"                     | Москва — Череповец               |
| 133                              | Архангельск — Минск              | 134                              | Минск — Архангельск              |
| 375                              | Воркута — Москва                 | 376                              | Москва — Воркута                 |
| Сезонное обращение поездов       |                                  |                                  |                                  |
| 187                              | Архангельск — Новороссийск       | 188                              | Новороссийск — Архангельск       |
| 209                              | Лабытнанги — Москва              | 210                              | Москва — Лабытнанги              |
| 221                              | Архангельск — Анапа              | 222                              | Анапа — Архангельск              |
| 233                              | Архангельск — Москва             | 234                              | Москва — Архангельск             |
| 257                              | Печора — Адлер                   | 258                              | Адлер — Печора                   |
| 261                              | Архангельск — Адлер              | 262                              | Адлер — Архангельск              |
| 267                              | Сосногорск — Новороссийск        | 268                              | Новороссийск — Сосногорск        |
| 281                              | Череповец — Адлер                | 282                              | Адлер — Череповец                |
| 283                              | Череповец — Анапа                | 284                              | Анапа — Череповец                |
| 287                              | Воркута — Белгород               | 288                              | Белгород — Воркута               |

### Пригородное сообщение
| № поезда   | Маршрут движения                        | № поезда   | Маршрут движения                        |
| ---------- | --------------------------------------- | ---------- | --------------------------------------- |
| 6225/6226  | Данилов — Телищево                      | 6227/6228  | Телищево — Данилов                      |
| 6215       | Данилов — Ярославль-Главный             | 6214       | Ярославль-Главный — Данилов             |
| 6217       | Данилов — Ярославль (Московский вокзал) | 6220       | Ярославль (Московский вокзал) — Данилов |
| 6219 летн. | Данилов — Ярославль-Главный             |            |                                         |
| 6221       | Данилов — Ярославль (Московский вокзал) | 6224       | Ярославль (Московский вокзал) — Данилов |
| 6322       | Данилов — Буй                           | 6321       | Буй — Данилов                           |
| 6326       | Данилов — Буй                           | 6325       | Буй — Данилов                           |
| 6444 летн. | Данилов — Вологда-1                     | 6443 летн. | Вологда-1 — Данилов                     |

## Адрес вокзала
- 152070, Россия, Ярославская область, г. Данилов, Привокзальная ул., 10

## Фотографии

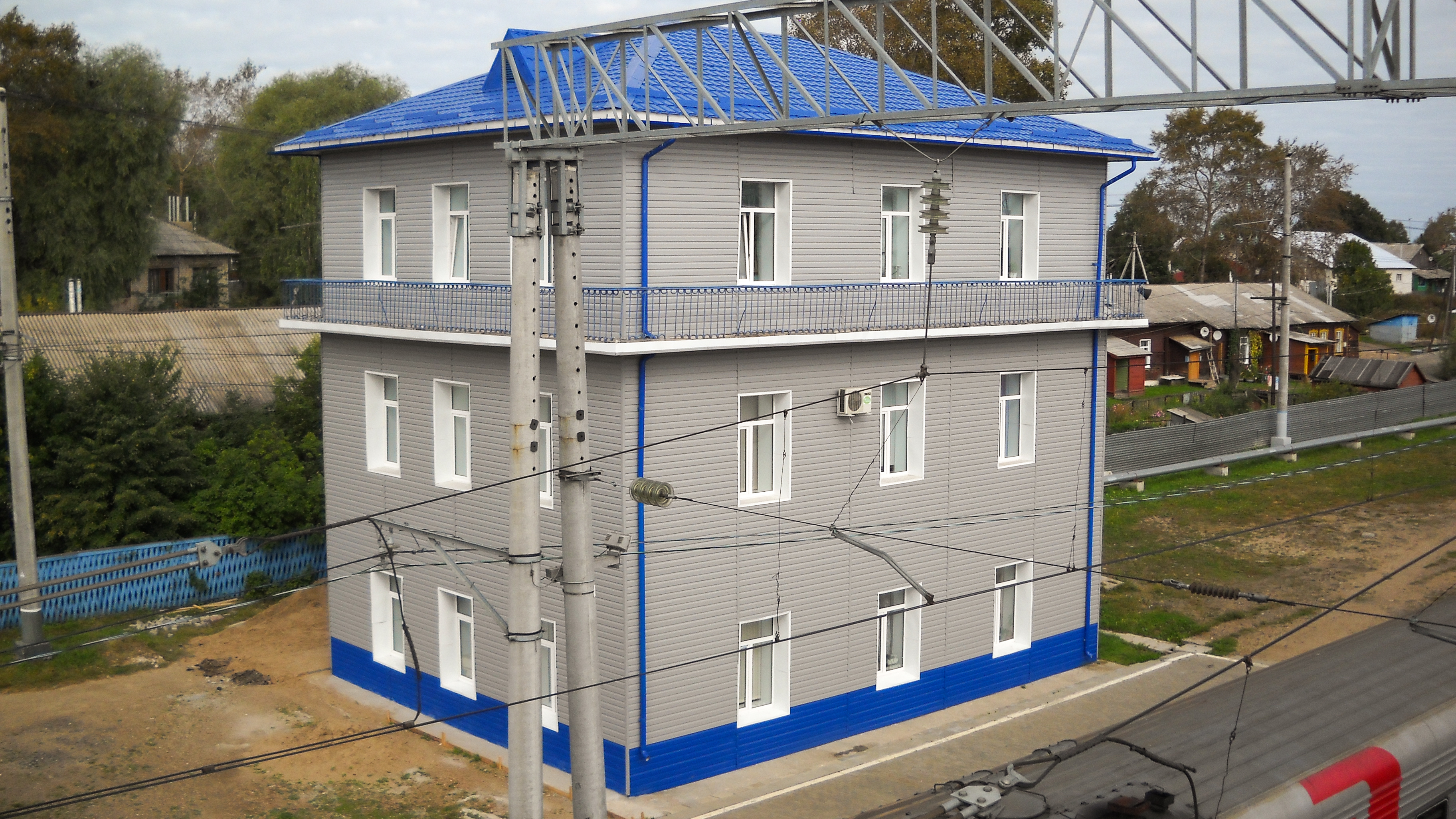
Контора станции
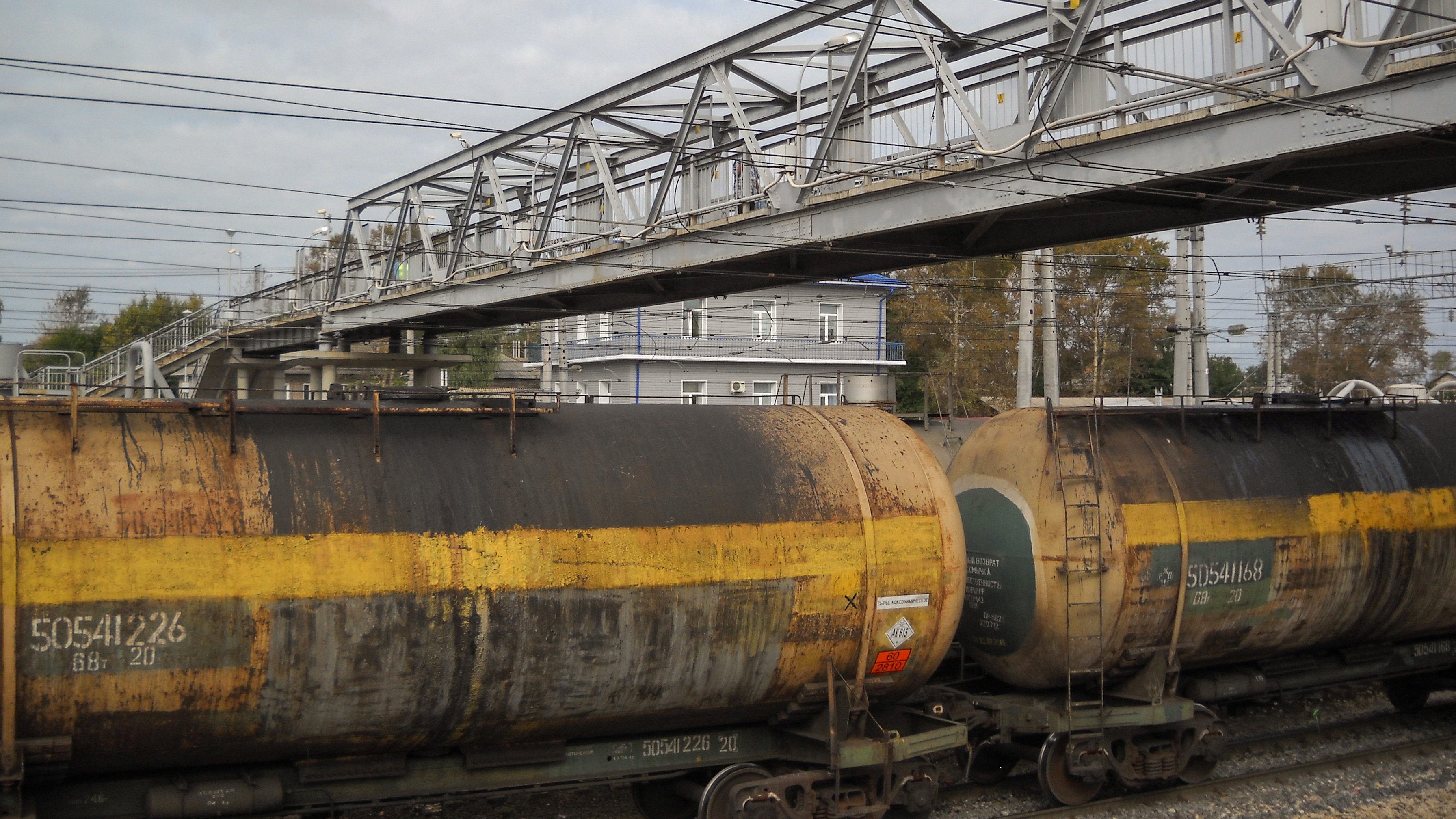
Вид на пешеходный мост
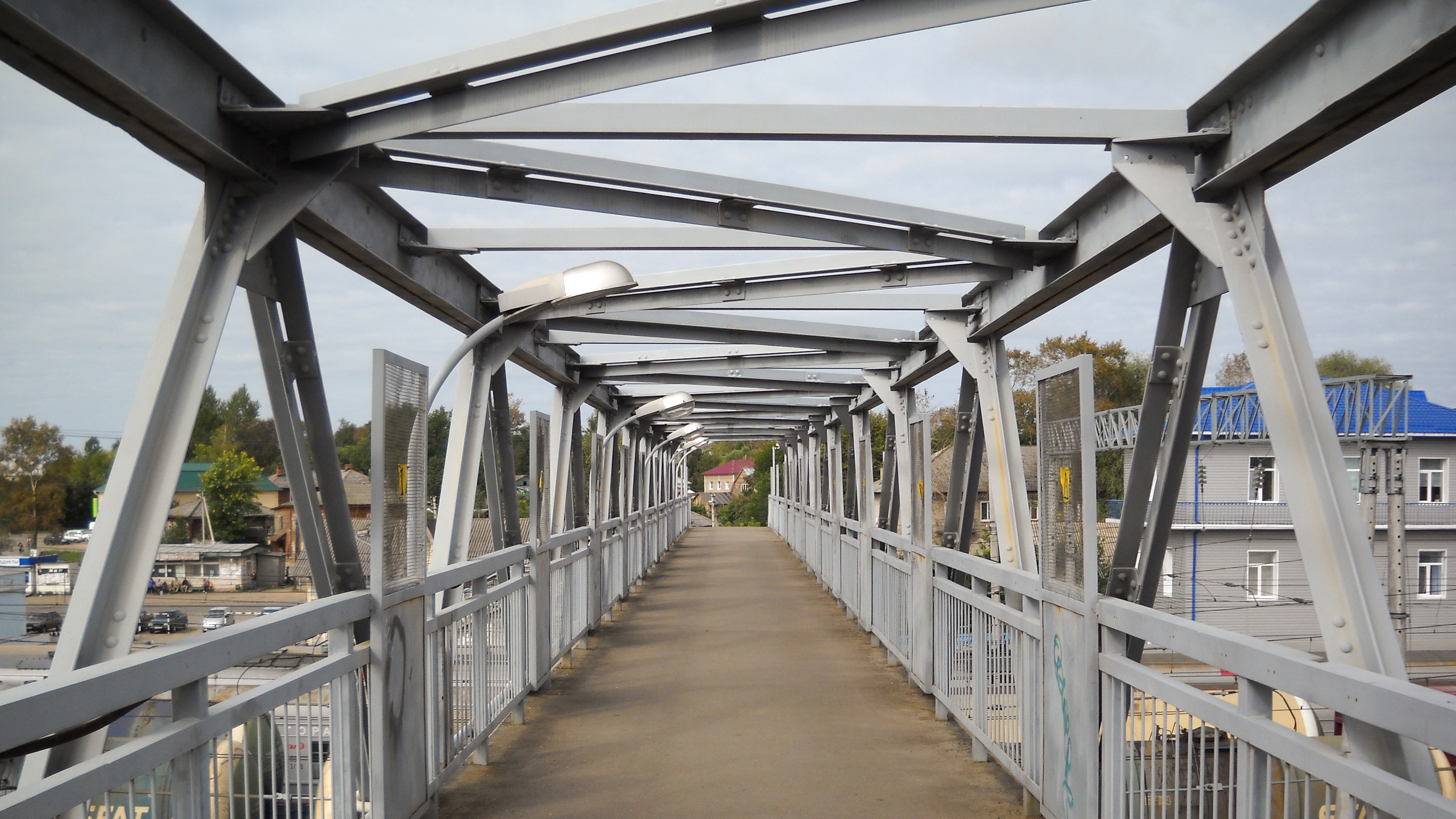
Пешеходный мост
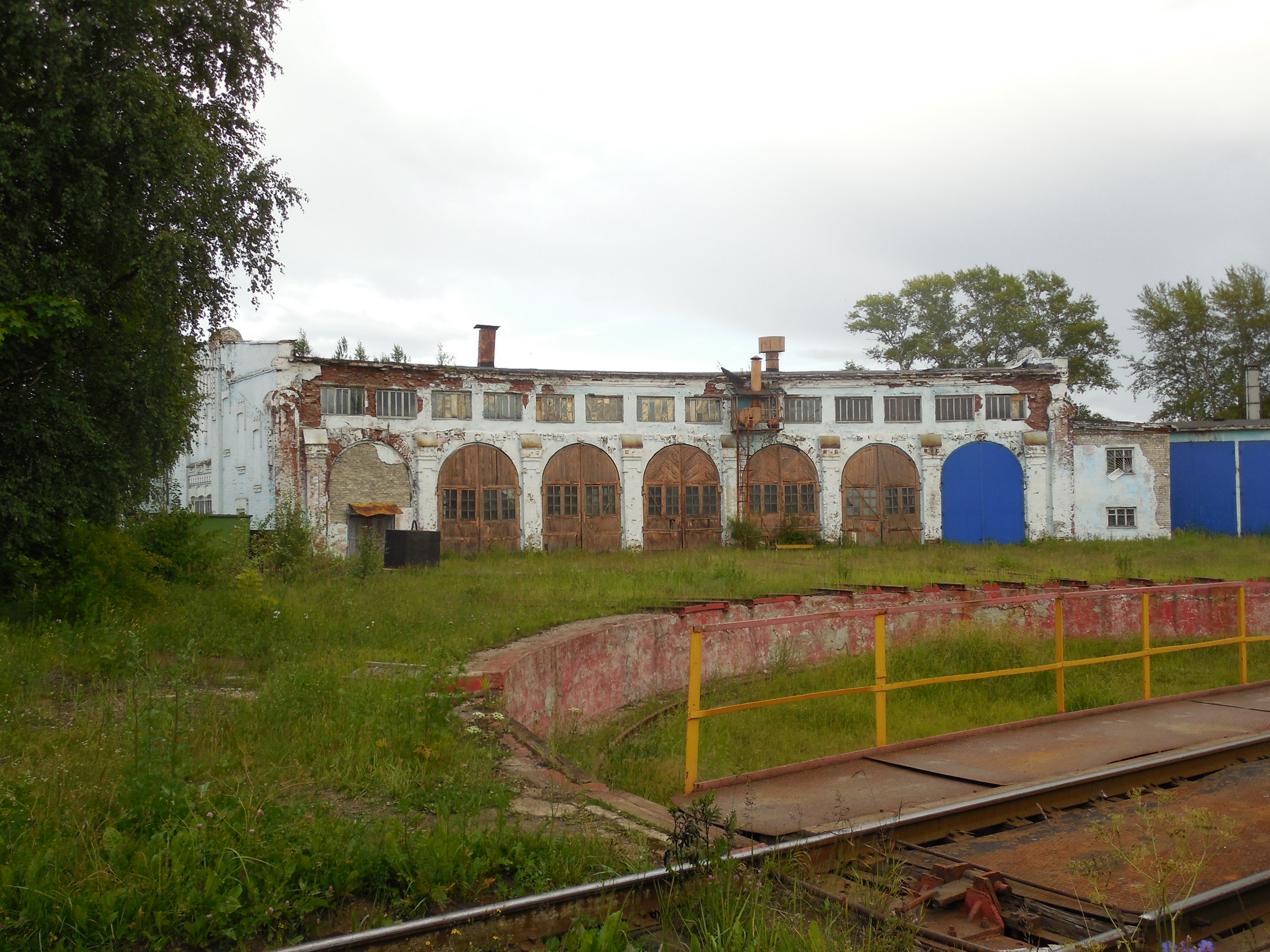
Старое веерное депо (позднее использовалось как крановые мастерские, ныне заброшено)
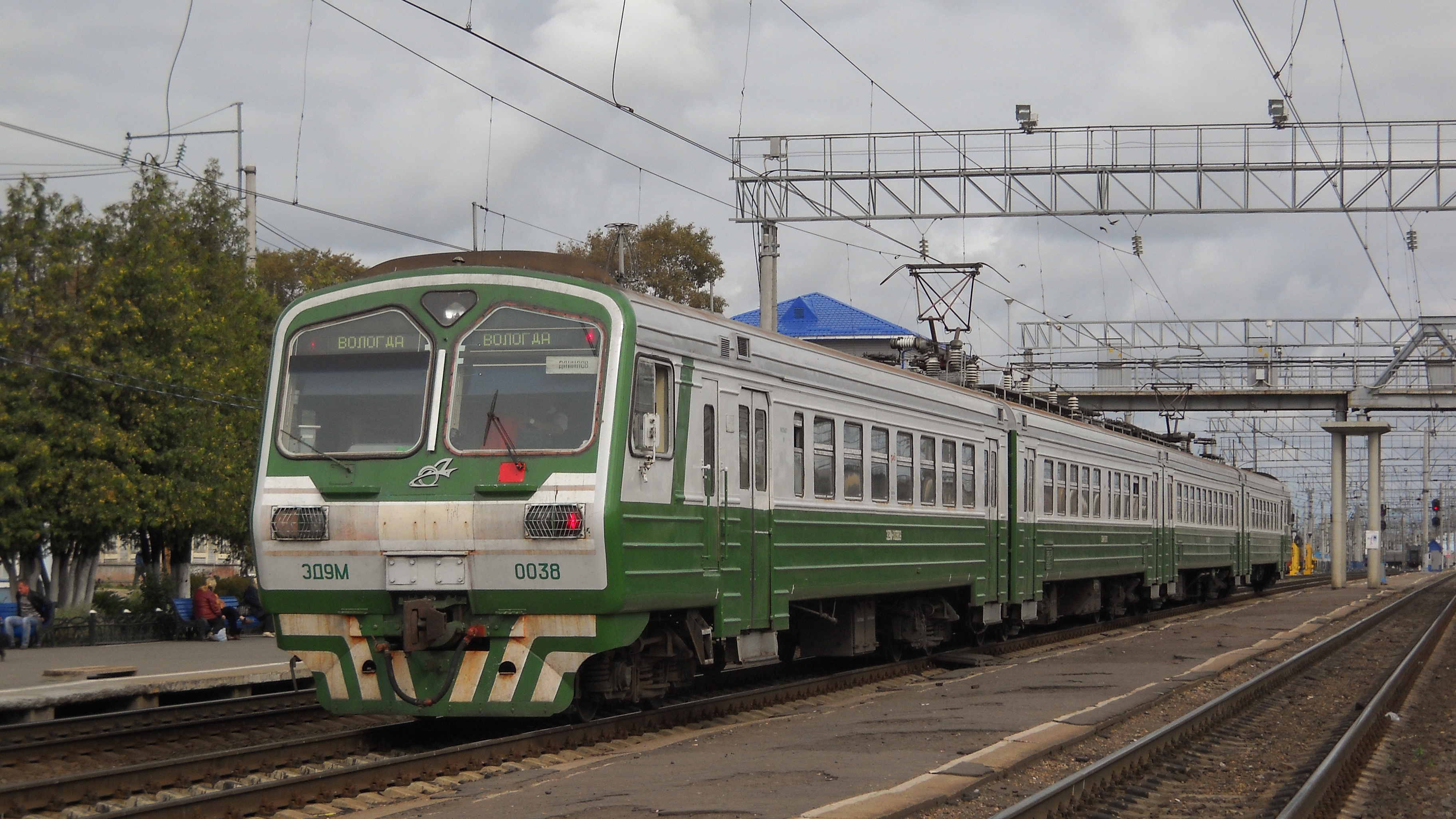
Электропоезд ЭД9М-0038 на станции